# Hymenoepimecis atriceps
Hymenoepimecis atriceps är en stekelart som först beskrevs av Cresson 1865.  Hymenoepimecis atriceps ingår i släktet Hymenoepimecis och familjen brokparasitsteklar. Inga underarter finns listade i Catalogue of Life.